# Stockbridge (Vermont)
Stockbridge ist eine Town im Windsor County des Bundesstaates Vermont in den Vereinigten Staaten mit 718 Einwohnern (laut Volkszählung von 2020).

## Geografie

### Geografische Lage
Stockbridge liegt im Nordwesten des Windsor Countys. Der White River durchfließt die Town von Rochester aus Westen kommend in westöstlicher Richtung. Die Town ist durchzogen von diversen Flüssen, die zumeist im White River münden.

### Nachbargemeinden
Alle Entfernungen sind als Luftlinien zwischen den offiziellen Koordinaten der Orte aus der Volkszählung 2010 angegeben.
- Norden: Bethel, 8,2 km
- Osten: Barnard, 14,0 km
- Südosten: Bridgewater, 8,7 km
- Süden: Killington, 4,0 km
- Westen: Pittsfield, 8,6 km
- Nordwesten: Rochester, 8,8 km

### Klima
Die mittlere Durchschnittstemperatur in Stockbridge liegt zwischen −7,8 °C (18 °F) im Januar und 20,5 °C (69 °F) im Juli. Damit ist der Ort gegenüber dem langjährigen Mittel Vermonts um etwa 2 Grad kühler. Die Schneefälle zwischen Oktober und Mai liegen mit deutlich mehr als zwei Metern (bei einem Spitzenwert im Januar von knapp 50 cm) ungefähr doppelt so hoch wie die mittlere Schneehöhe in den USA. Die tägliche Sonnenscheindauer liegt am unteren Rand des Wertespektrums der USA.

## Geschichte

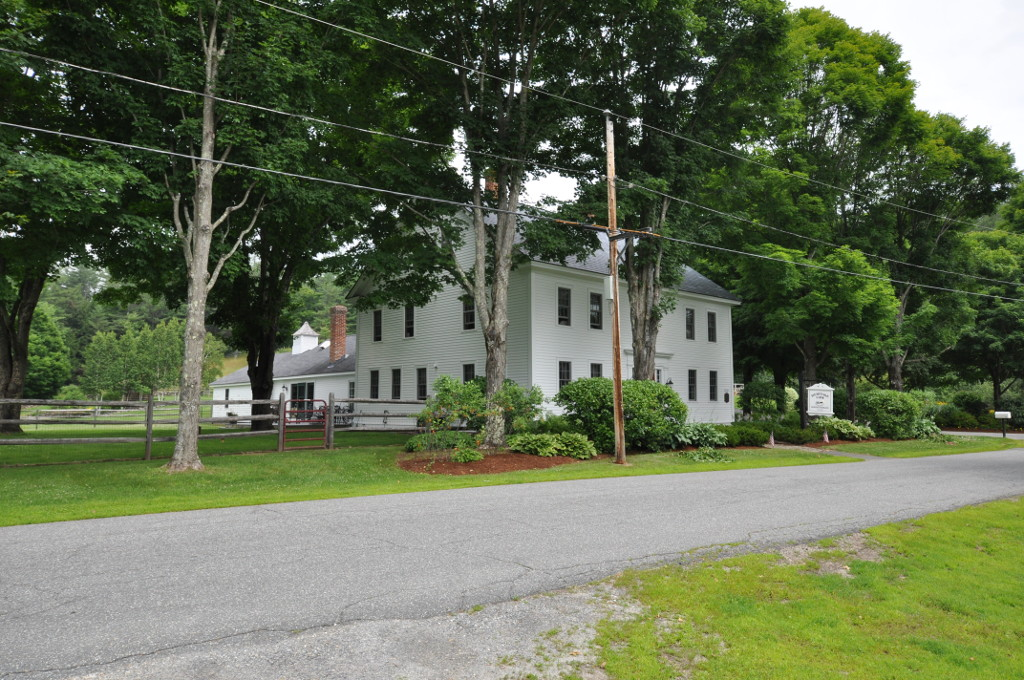
Gebäude im Stockbridge Common Historic District

Benning Wentworth gründete die Town am 21. Juli 1761 als Teil der New Hampshire Grants. Der Grant wurde in 31 Teile aufgeteilt und ging an William Dodge und seine Partner. Die Besiedlung der Town begann im Jahr 1784. Die Böden waren fruchtbar und die Stämme der Kiefern wurden durch die Royal Navy für die Masten der Schiffe genutzt. Eine Schrotmühle wurde im Jahr 1786 errichtet, später folgte ein Sägewerk. Errichtet im Landstrich „The Narrows“, welcher später nach der ansässigen Familie Gay in Gaysville umbenannt wurde. Gaysville entwickelte sich zu einem Produktionsstandort am White River.
Ladengeschäfte, unter anderem ein Knopfladen, verschiedene Mühlen betrieben durch die Wasserkraft des White Rivers, Schulen, Kirchen und ein Geschäft für Schneeschuh wurden in Gaysville errichtet. Ein weiteres Siedlungsgebiet war das Stockbridge Village mit Läden, Schule, Sägewerk, Kirche und Gerberei. Die maximale Einwohnerzahl von Stockbridge von 1327 wurde im Jahre 1850 erreicht.
Durch den Neuengland-Hurrikan im Jahr 1927 wurde Stockbridge schwer beschädigt. Brücken, Dämme, Mühlen, Häuser und auch die Eisenbahnstrecke wurden durch die Fluten zerstört. Erneut schwer getroffen und beschädigt wurde das Gebiet der Town am White River durch den Hurrikan Irene im Jahr 2011.

### Einwohnerentwicklung
| Volkszählungsergebnisse – Town of Stockbridge, Vermont | Volkszählungsergebnisse – Town of Stockbridge, Vermont | Volkszählungsergebnisse – Town of Stockbridge, Vermont | Volkszählungsergebnisse – Town of Stockbridge, Vermont | Volkszählungsergebnisse – Town of Stockbridge, Vermont | Volkszählungsergebnisse – Town of Stockbridge, Vermont | Volkszählungsergebnisse – Town of Stockbridge, Vermont | Volkszählungsergebnisse – Town of Stockbridge, Vermont | Volkszählungsergebnisse – Town of Stockbridge, Vermont | Volkszählungsergebnisse – Town of Stockbridge, Vermont | Volkszählungsergebnisse – Town of Stockbridge, Vermont |
| Jahr                                                   | 1700                                                   | 1710                                                   | 1720                                                   | 1730                                                   | 1740                                                   | 1750                                                   | 1760                                                   | 1770                                                   | 1780                                                   | 1790                                                   |
| ------------------------------------------------------ | ------------------------------------------------------ | ------------------------------------------------------ | ------------------------------------------------------ | ------------------------------------------------------ | ------------------------------------------------------ | ------------------------------------------------------ | ------------------------------------------------------ | ------------------------------------------------------ | ------------------------------------------------------ | ------------------------------------------------------ |
| Einwohner                                              |                                                        |                                                        |                                                        |                                                        |                                                        |                                                        |                                                        |                                                        |                                                        | 100                                                    |
| Jahr                                                   | 1800                                                   | 1810                                                   | 1820                                                   | 1830                                                   | 1840                                                   | 1850                                                   | 1860                                                   | 1870                                                   | 1880                                                   | 1890                                                   |
| Einwohner                                              | 432                                                    | 700                                                    | 964                                                    | 1333                                                   | 1499                                                   | 950                                                    | 1264                                                   | 1269                                                   | 1124                                                   | 894                                                    |
| Jahr                                                   | 1900                                                   | 1910                                                   | 1920                                                   | 1930                                                   | 1940                                                   | 1950                                                   | 1960                                                   | 1970                                                   | 1980                                                   | 1990                                                   |
| Einwohner                                              | 822                                                    | 737                                                    | 618                                                    | 460                                                    | 490                                                    | 427                                                    | 392                                                    | 389                                                    | 508                                                    | 618                                                    |
| Jahr                                                   | 2000                                                   | 2010                                                   | 2020                                                   | 2030                                                   | 2040                                                   | 2050                                                   | 2060                                                   | 2070                                                   | 2080                                                   | 2090                                                   |
| Einwohner                                              | 674                                                    | 736                                                    | 718                                                    |                                                        |                                                        |                                                        |                                                        |                                                        |                                                        |                                                        |

## Wirtschaft und Infrastruktur

### Verkehr
Die Vermont State Route 100 durchquert im Nordwesten die Town und verläuft entlang des White Rivers. Am Zusammenfluss von zwei Armen des White River mündet die Vermont State Route 107 auf die State Route 100. Die State Route 107 verläuft flussabwärts in Richtung Osten entlang des White River und führt nach Bethel.
In Stockbridge hielt die White River Railroad auf ihrer Strecke von Bethel nach Rochester, deren Betrieb jedoch im Jahr 1934 eingestellt wurde. Heute befindet sich der nächste Bahnhof der Amtrak in Killington.

### Öffentliche Einrichtungen
Das Gifford Medical Center in Randolph ist das nächstgelegene Krankenhaus für Stockbridge.
Die Belcher Library im Village Gaysville ist benannt nach William C. Belcher, der 1820 in Gaysville geboren wurde. Belcher war Mitarbeiter der Norwich Military University, Arzt, Jurist und Richter. Zudem ein gut ausgebildeter Amateur Botaniker, der fünf Sprachen lesen konnte. Als er mit 74 Jahren starb, vermachte er seine Büchersammlung dem Village Gaysville. Zusätzlich eine Summe von 10.000 $, um weitere Bücher anzuschaffen. Die Bücherei befand sich zunächst in einem Raum im Geschäft J.A. Chedel & Co, danach zog sie in ein benachbartes Haus. Im Jahr 1944 zog sie in das Haus der Familie Gay, welches durch die Familie als Schenkung zur Verfügung gestellt wurde.

### Bildung
Stockbridge gehört zur White River Valley Supervisory Union. Die Stockbridge Central School umfasst Klassen von Pre-School und Kindergarten bis zur 6. Klasse und etwa 70 Schülerinnen und Schüler besuchen die Schule.

## Persönlichkeiten

### Söhne und Töchter der Stadt
- Orestes Brownson (1803–1876), religiöser und politischer Publizist
- George Crockett Strong (1832–1863), General im amerikanischen Bürgerkrieg

### Persönlichkeiten, die vor Ort gewirkt haben
- Elias Keyes (1758–1844), Vertreter Vermonts im US-Repräsentantenhaus; verbrachte in Stockbridge seinen Lebensabend